# Tu sei bravo
Tu sei bravo è il secondo album in studio del rapper italiano Esa, pubblicato nel 2006 dalla Funk Ya Mama. Le produzioni sono per la maggior parte affidate allo stesso rapper, anche se fanno alcuni apparizioni beatmaker di spicco, quali Big Fish e DJ Myke.

## Tracce
1. Tu 6 bravo - prod. Esa
2. Scettica - prod. Esa
3. Throw Ya Hands Up - prod. Esa - ft. DJ Myke
4. Combat Rap - prod. Sound Pills
5. Periodini - prod. Esa - ft. Federica C78
6. Lo sapete che - prod. Esa - ft. DJ Yaner e Federica C78
7. Pericolosissima - prod. Esa - ft. Tormento
8. Trappole & regole - prod. Esa - ft. Inoki e Killa Tek
9. Ci son le ragazze - prod. Esa - ft. Dj Myke
10. Problemi di cuore - prod. Esa - ft. Tormento
11. Preferenze del sistema - prod. Esa - ft. Skone e Dj Gengis
12. N.S.D.F.R. - prod. Esa
13. Speranza & amore - prod. Fish
14. Mai le stesse - prod. Rastea